# Graigadwywynt
Graigadwywynt, auch Craig-adwy-wynt, ist ein Weiler in der Community Llanfair Dyffryn Clwyd in der nordwalisischen Principal Area Denbighshire.

## Geographie
Der kleine Weiler Graigagwywynt erstreckt sich entlang einer Straße im äußersten Westen der Community Llanfair Dyffryn Clwyd in der Mitte von Denbighshire direkt an der Grenze zur Community Llanelidan. Die angesprochene Straße als westliche Begrenzung, dient die bewaldete Ortslage Graig-ddrys als östliche Begrenzung. Zum Weiler im engeren Sinne gehören ungefähr zehn Häuser inklusive des Graig Cottage und der ehemaligen Kapelle. Nordwestlich des eigentlichen Weilers befinden sich die Einzelsiedlungen Pen y Groesffordd und Tyn-y-graig, die zwar bereits in Llanelidan liegen, aber teilweise ebenfalls zum Weiler gerechnet werden.